# Psenes sio
Psenes sio is een  straalvinnige vissensoort uit de familie van kwallenvissen (Nomeidae). De wetenschappelijke naam van de soort is voor het eerst geldig gepubliceerd in 1970 door Haedrich.
De soort staat op de Rode Lijst van de IUCN als niet bedreigd, beoordelingsjaar 2008.